# Liste der denkmalgeschützten Objekte in Hohenems
Die Liste der denkmalgeschützten Objekte in Hohenems enthält die 105 denkmalgeschützten, unbeweglichen Objekte der Vorarlberger Stadt Hohenems.

## Denkmäler
| Foto |                 | Denkmal                                                                                    | Standort                                           | Beschreibung | Metadaten |
| ---- | --------------- | ------------------------------------------------------------------------------------------ | -------------------------------------------------- | --- | --- |
| ja   | Datei hochladen | Bauernhof (Anlage) HERIS-ID: 111716 Objekt-ID: 129711seit 2012                             | Bühelstraße 1 Standort KG: Hohenems                | Der zweigeschoßige Kernbau mit annähernd quadratischem Grundriss wurde um 1516 als dreiräumige Querfluranlage (mit Flurküchenachse quer zum First) erbaut. | BDA-Hist.: Q37826250 Status: Bescheid Stand der BDA-Liste: 2025-06-30 Name: Bauernhof (Anlage) GstNr.: 4916                                                                             |
| BW   | Datei hochladen | Mauer in der Burgstraße HERIS-ID: 111134 Objekt-ID: 128921                                 | bei Burgstraße 5 Standort KG: Hohenems             | | BDA-Hist.: Q37821984 Status: Bescheid Stand der BDA-Liste: 2025-06-30 Name: Mauer in der Burgstraße GstNr.: 152/2                                                                       |
| ja   | Datei hochladen | Markus Sittikus Saal (Turnhalle) HERIS-ID: 10670 Objekt-ID: 6731                           | Graf-Maximilian-Straße 3 Standort KG: Hohenems     | Der nach dem Salzburger Fürsterzbischof Markus Sittikus von Hohenems benannte Saal wurde 1911–1913 nach Plänen von Hanns Kornberger in sachlichen Stilformen erbaut. | BDA-Hist.: Q38076071 Status: Bescheid Stand der BDA-Liste: 2025-06-30 Name: Markus Sittikus Saal (Turnhalle) GstNr.: 131/9 Markus-Sittikus-Saal (Hohenems)                              |
| ja   | Datei hochladen | Villa Peter HERIS-ID: 11559 Objekt-ID: 7661seit 2019                                       | Graf-Maximilian-Straße 7 Standort KG: Hohenems     | Die Villa Peter wurde nach Plänen des Architekten Hanns Kornberger errichtet. | BDA-Hist.: Q105639555 Status: Bescheid Stand der BDA-Liste: 2025-06-30 Name: Villa Peter GstNr.: .952 Villa Peter (Hohenems)                                                            |
| ja   | Datei hochladen | Gasthof Habsburg HERIS-ID: 249910seit 2025                                                 | Graf-Maximilian-Straße 19 Standort KG: Hohenems    | Der sogenannte Gasthof Habsburg, bezeichnet mit 1913, ist eine Heimatstilvilla mit späthistoristischen Dekorelementen. | BDA-Hist.: Q135167771 Status: Bescheid Stand der BDA-Liste: 2025-06-30 Name: Gasthof Habsburg GstNr.: .967, 2107/4 Gasthof Habsburg, Hohenems                                           |
| ja   | Datei hochladen | Wohnhaus HERIS-ID: 56247 Objekt-ID: 65390                                                  | Harrachgasse 2 Standort KG: Hohenems               | Das Wohnhaus in der Harrachgasse 2, im ehemaligen jüdischen Viertel von Hohenems, wird auf das späte 18. Jahrhundert datiert. Es ist durch ein Kreuzgiebeldach gedeckt und verfügt über einen Giebel mit Freigebinde und gedrechselten Zapfen. Die rechte und übergreifend die zur Radetzkystraße blickende Seite sind entlang der Obergeschoße mit Holzveranden ausgestattet. | BDA-Hist.: Q38070941 Status: Bescheid Stand der BDA-Liste: 2025-06-30 Name: Wohnhaus GstNr.: .93                                                                                        |
| ja   | Datei hochladen | Wohnhaus HERIS-ID: 11561 Objekt-ID: 7664                                                   | Harrachgasse 4 Standort KG: Hohenems               | Das Wohnhaus in der Harrachgasse 4, im ehemaligen jüdischen Viertel von Hohenems, wurde 1807 errichtet. Das Satteldach zeigt zur Harrachgasse einen Zwerchgiebel. Der erhöhte Eingang ist durch einen Dreiecksgiebel verdacht, links und rechts von der Tür sind schmale hochrechteckige Fenster zu sehen. | BDA-Hist.: Q38104818 Status: Bescheid Stand der BDA-Liste: 2025-06-30 Name: Wohnhaus GstNr.: .95                                                                                        |
| ja   | Datei hochladen | Wohnhaus HERIS-ID: 111175 Objekt-ID: 128962                                                | Harrachgasse 5 Standort KG: Hohenems               | Das dreigeschoßige Wohnhaus in der Harrachgasse 5, im ehemaligen jüdischen Viertel von Hohenems, wird auf die zweite Hälfte des 19. Jahrhunderts datiert, wobei Fenster und Fassade in jüngerer Zeit verändert wurden. Es hat ein geknicktes Satteldach mit kassettierter Untersicht und giebelseitig drei Fensterachsen. Traufseitig zeigt es im zweiten Obergeschoß vier und im ersten Obergeschoß zwei Fensterachsen. | BDA-Hist.: Q37822390 Status: Bescheid Stand der BDA-Liste: 2025-06-30 Name: Wohnhaus GstNr.: .128                                                                                       |
| ja   | Datei hochladen | Wohnhaus HERIS-ID: 111176 Objekt-ID: 128963                                                | Harrachgasse 7 Standort KG: Hohenems               | Das zweigeschoßige und dreiachsige Wohnhaus in der Harrachgasse 7, im ehemaligen jüdischen Viertel von Hohenems, stammt aus der zweiten Hälfte des 19. Jahrhunderts. Im Zuge einer 2021 abgeschlossenen Sanierung entstand rechts davon ein ähnlich geschnittener Neubau, der mit dem älteren Teil über ein gemeinsames Treppenhaus verbunden wurde. Im Bestandsbau konnten die alten Holzfenster großteils erhalten werden; wo das nicht möglich war, wurden sie durch gleichartig ausgeführte Neuanfertigungen ersetzt. Das Kreuzgiebeldach wurde mit Biberschwanzziegeln eingedeckt. | BDA-Hist.: Q37822402 Status: Bescheid Stand der BDA-Liste: 2025-06-30 Name: Wohnhaus GstNr.: .127                                                                                       |
| ja   | Datei hochladen | Wohnhaus HERIS-ID: 11563 Objekt-ID: 7666                                                   | Jakob-Hannibal-Straße 4 Standort KG: Hohenems      | Das Haus in der Jakob-Hannibal-Straße 4, im ehemaligen jüdischen Viertel von Hohenems, hat Grundmauern aus dem 16. Jahrhundert. Bei einem Brand im Jahr 1770 zerstört, wurde es in der Zeit von etwa 1800 bis 1830 neu errichtet. Im ersten Viertel des 21. Jahrhunderts wurde es in Abstimmung mit dem BDA renoviert und fand als Gästehaus Verwendung. | BDA-Hist.: Q38104892 Status: Bescheid Stand der BDA-Liste: 2025-06-30 Name: Wohnhaus GstNr.: .162                                                                                       |
| ja   | Datei hochladen | Wohnhaus HERIS-ID: 11565 Objekt-ID: 7668                                                   | Jakob-Hannibal-Straße 6 Standort KG: Hohenems      | Das traufständige Haus in der Jakob-Hannibal-Straße 6, im ehemaligen jüdischen Viertel von Hohenems, wurde im späten 18. oder frühen 19. Jahrhundert errichtet. Es hat ein Satteldach und eine dreichasige Fassade, wobei eine Achse leicht vorspringt. In den oberen Geschoßen ist die Fassade geschindelt und mit rhombenverzierten Holzpilastern ausgestattet, die hochrechteckigen Fenster verfügen über hölzerne Rahmen, Fensterläden und gerade Verdachungen im ersten Obergeschoß. Die genutete Erdgeschoßfassade weist ein querrechteckiges Fenster mit Steinrahmung und eine niedrige holzgerahmte Eingangstür auf. | BDA-Hist.: Q38104960 Status: Bescheid Stand der BDA-Liste: 2025-06-30 Name: Wohnhaus GstNr.: .163                                                                                       |
| ja   | Datei hochladen | Wohnhaus, Ehem. Jüdisches Armenhaus HERIS-ID: 11566 Objekt-ID: 7669                        | Jakob-Hannibal-Straße 8 Standort KG: Hohenems      | Heimatstilwohnhaus, Anfang des 20. Jahrhunderts | BDA-Hist.: Q38104994 Status: Bescheid Stand der BDA-Liste: 2025-06-30 Name: Wohnhaus, Ehem. Jüdisches Armenhaus GstNr.: .164                                                            |
| ja   | Datei hochladen | Rathaus Hohenems HERIS-ID: 11567 Objekt-ID: 7670                                           | Kaiser-Franz-Josef-Straße 4 Standort KG: Hohenems  | 1567 erbaut, ursprünglich Gästehaus des herrschaftlichen Komplexes, dreigeschoßig mit 4 Fensterachsen zur Straße, zweiarmige Freitreppe zu erhöhtem Eingang, Zwerchgiebel, rückseitig runder Treppenturm | BDA-Hist.: Q38105003 Status: Bescheid Stand der BDA-Liste: 2025-06-30 Name: Rathaus Hohenems GstNr.: .188 Rathaus Hohenems                                                              |
| ja   | Datei hochladen | Spanische Villa HERIS-ID: 9918 Objekt-ID: 5969                                             | Kaiser-Franz-Josef-Straße 5 Standort KG: Hohenems  | 1904/05 von Hanns Kornberger erbaut, Jugendstil, orientalisierende Fensteröffnungen, Sgraffitoschmuck mit Blumenmotiven, Balkon mit Gitter | BDA-Hist.: Q38052334 Status: Bescheid Stand der BDA-Liste: 2025-06-30 Name: Spanische Villa GstNr.: .911 Villa Ammann (Hohenems)                                                        |
| ja   | Datei hochladen | Altes Krankenhaus HERIS-ID: 9545 Objekt-ID: 5520                                           | Kaiserin-Elisabeth-Straße 4 Standort KG: Hohenems  | 1906–1908 von Hanns Kornberger erbaut, größerer Komplex aus verschiedenen Trakten | BDA-Hist.: Q64554074 Status: Bescheid Stand der BDA-Liste: 2025-06-30 Name: Altes Krankenhaus GstNr.: 1416/1 Altes Krankenhaus (Hohenems)                                               |
| ja   | Datei hochladen | Kriegerdenkmal HERIS-ID: 10855 Objekt-ID: 6920                                             | Kirchplatz 2 Standort KG: Hohenems                 | Nach Plan von Emanuel Thurnher, Figur liegender Soldat von Franz Plunder, 1935/36 | BDA-Hist.: Q38083713 Status: § 2a Stand der BDA-Liste: 2025-06-30 Name: Kriegerdenkmal GstNr.: .1 Kriegerdenkmal Hohenems                                                               |
| ja   | Datei hochladen | Kath. Pfarrkirche hl. Karl Borromäus HERIS-ID: 10856 Objekt-ID: 6921                       | Kirchplatz 2 Standort KG: Hohenems                 | Mächtiger spätbarocker Saalbau, eingezogener Chor, geschwungene Westfassade, Nordturm mit Spitzhelm, bis ca. 1498 Teil der Pfarre Lustenau, 1351 Kapelle hl. Katharina, um 1490 erweitert, 1354 Lokalkaplanei, um 1498 selbstständige Pfarre, Patronat der Grafen von Hohenems bzw. Waldburg-Zeil-Hohenems, im Auftrag von Graf Jakob Hannibal I. Neubau von 1576–1580 nach Plänen von Esaias Gruber, 1581 geweiht, heutiger Bestand von 1796/97 von Jakob Scheiterle, 1806 geweiht | BDA-Hist.: Q23541739 Status: § 2a Stand der BDA-Liste: 2025-06-30 Name: Kath. Pfarrkirche hl. Karl Borromäus GstNr.: .1 St. Karl (Hohenems)                                             |
| ja   | Datei hochladen | Pfarrvikariatskirche Hl. Konrad HERIS-ID: 23904 Objekt-ID: 20274                           | Konrad-Renn-Straße 2 Standort KG: Hohenems         | 1968–1974 Neubau von Kirche und Pfarrzentrum nach Plan von Johann Georg Gsteu und Walter Ramsdorfer, Zentralbau mit gestaffelten Oberlichtfenstern und seitlich angebautem niedrigen Seelsorgezentrum | BDA-Hist.: Q21279167 Status: § 2a Stand der BDA-Liste: 2025-06-30 Name: Pfarrvikariatskirche Hl. Konrad GstNr.: 2139/2 Pfarrkirche Hl. Konrad (Herrenried)                              |
| ja   | Datei hochladen | Pfarrzentrum hl. Konrad, Pfarrsaal und Priesterwohnungen HERIS-ID: 66493 Objekt-ID: 79377  | Konrad-Renn-Straße 2 Standort KG: Hohenems         | 1968–1974 Neubau von Kirche und Pfarrzentrum nach Plan von Johann Georg Gsteu und Walter Ramsdorfer, an die Kirche angebautes niedriges Seelsorgezentrum | BDA-Hist.: Q38113118 Status: Bescheid Stand der BDA-Liste: 2025-06-30 Name: Pfarrzentrum hl. Konrad, Pfarrsaal und Priesterwohnungen GstNr.: 2139/2 Pfarrkirche Hl. Konrad (Herrenried) |
| ja   | Datei hochladen | Kapelle hl. Johann Nepomuk HERIS-ID: 9075 Objekt-ID: 5041                                  | Lustenauer Straße 15 Standort KG: Hohenems         | 1603 erbaut, Rechteckbau mit 5/8-Schluss unter Satteldach, Glockenturm mit Spitzhelm über der Fassade, westlich am Chor die Sakristei | BDA-Hist.: Q38026722 Status: § 2a Stand der BDA-Liste: 2025-06-30 Name: Kapelle hl. Johann Nepomuk GstNr.: .544 Nepomukkapelle (Hohenems)                                               |
| ja   | Datei hochladen | Ehem. Pfarrhof HERIS-ID: 11569 Objekt-ID: 7672                                             | Marktstraße 1 Standort KG: Hohenems                | Der ehemalige Pfarrhof ist ein barocker kubischer Bau mit Walmdach und drei Fensterachsen, der wenige Jahre vor der Geburt des Komponisten Franz Schubert entstand. Die um 1900 durchgeführten Veränderungen wurden später, im Zuge der Adaptierung des Gebäudes zu einem Schubert-Museum, wieder rückgängig gemacht. Zu den erhaltenen Merkmalen aus der Bauzeit zählen Böden und eine große Doppeltür aus der Bauzeit. In dem kleinen Saal im Obergeschoß ist unter anderem eine bemerkenswerte Rokoko-Stuckdecke zu sehen. | BDA-Hist.: Q38105075 Status: Bescheid Stand der BDA-Liste: 2025-06-30 Name: Ehem. Pfarrhof GstNr.: .15                                                                                  |
| ja   | Datei hochladen | Ehem. Mesnerhaus HERIS-ID: 56249 Objekt-ID: 65394                                          | Marktstraße 2 Standort KG: Hohenems                | Der Keller und das Erdgeschoß des ehemaligen Mesnerhauses stammen aus der Zeit der Renaissance (im Kern auf 1605 datiert), das Obergeschoß und der Dachstuhl wurden nach dem Stadtbrand von 1777 neu errichtet. Die Fassade ist durch Putzquader an den Hausecken und ein Gesims zwischen den Stockwerken gegliedert. Eine Sanierung in den Jahren 2012/2013 wurde als „besonders vorbildlich“ ausgezeichnet. | BDA-Hist.: Q38070951 Status: Bescheid Stand der BDA-Liste: 2025-06-30 Name: Ehem. Mesnerhaus GstNr.: .17                                                                                |
| ja   | Datei hochladen | Wohnhaus HERIS-ID: 64538 Objekt-ID: 77272                                                  | Marktstraße 4, 6 Standort KG: Hohenems             | Nr. 4 zweigeschoßiges Haus mit spätbarockem gekehlten Gesims zwischen den Geschoßen, Nr. 6 Geschäftswohnhaus 1604 erbaut, 1700 und 1952 renoviert, zweigeschoßig und sechsachsig, Kreuzgiebel zur Straße (zugleich seichter Mittelrisalit) | BDA-Hist.: Q38107381 Status: Bescheid Stand der BDA-Liste: 2025-06-30 Name: Wohnhaus GstNr.: .19, .20                                                                                   |
| ja   | Datei hochladen | Wohnhaus HERIS-ID: 111135 Objekt-ID: 128922                                                | bei Marktstraße 5 Standort KG: Hohenems            | 1606 entstand an dieser Stelle eine gräfliche Taverne, die 1777 dem Stadtbrand zum Opfer fiel und neu errichtet wurde. Ab 1781, mit Einführung der Schulpflicht, diente das Gebäude auch als Schulhaus, später als Wohnhaus, Gasthaus „Engelburg“ und Bierbrauerei. Nach einer Renovierung wurde im ehemaligen Gasthaus das Walter-Legge-Museum untergebracht. | BDA-Hist.: Q37821994 Status: Bescheid Stand der BDA-Liste: 2025-06-30 Name: Wohnhaus GstNr.: .154/2                                                                                     |
| ja   | Datei hochladen | Wohnhaus, Gasthaus Engelburg HERIS-ID: 111136 Objekt-ID: 128923                            | Marktstraße 5 Standort KG: Hohenems                | 1606 entstand an dieser Stelle eine gräfliche Taverne, die 1777 dem Stadtbrand zum Opfer fiel und neu errichtet wurde. Ab 1781, mit Einführung der Schulpflicht, diente das Gebäude auch als Schulhaus, später als Wohnhaus, Gasthaus „Engelburg“ und Bierbrauerei. Nach einer Renovierung wurde im ehemaligen Gasthaus das Walter-Legge-Museum untergebracht. | BDA-Hist.: Q37822003 Status: Bescheid Stand der BDA-Liste: 2025-06-30 Name: Wohnhaus, Gasthaus Engelburg GstNr.: .154/1                                                                 |
| ja   | Datei hochladen | Wohnhaus HERIS-ID: 111137 Objekt-ID: 128924                                                | Marktstraße 7 Standort KG: Hohenems                | | BDA-Hist.: Q37822011 Status: Bescheid Stand der BDA-Liste: 2025-06-30 Name: Wohnhaus GstNr.: .154/2                                                                                     |
| ja   | Datei hochladen | Wohnhaus HERIS-ID: 66294 Objekt-ID: 79170                                                  | Marktstraße 8 Standort KG: Hohenems                | | BDA-Hist.: Q38112785 Status: Bescheid Stand der BDA-Liste: 2025-06-30 Name: Wohnhaus GstNr.: .21                                                                                        |
| ja   | Datei hochladen | Wohnhaus HERIS-ID: 111138 Objekt-ID: 128925                                                | Marktstraße 9 Standort KG: Hohenems                | | BDA-Hist.: Q37822021 Status: Bescheid Stand der BDA-Liste: 2025-06-30 Name: Wohnhaus GstNr.: .154/2                                                                                     |
| ja   | Datei hochladen | Wohnhaus HERIS-ID: 111139 Objekt-ID: 128926                                                | Marktstraße 10 Standort KG: Hohenems               | | BDA-Hist.: Q37822030 Status: Bescheid Stand der BDA-Liste: 2025-06-30 Name: Wohnhaus GstNr.: .22                                                                                        |
| ja   | Datei hochladen | Wohnhaus HERIS-ID: 111140 Objekt-ID: 128927                                                | Marktstraße 11 Standort KG: Hohenems               | | BDA-Hist.: Q37822040 Status: Bescheid Stand der BDA-Liste: 2025-06-30 Name: Wohnhaus GstNr.: .151/1                                                                                     |
| ja   | Datei hochladen | Wohnhaus HERIS-ID: 111141 Objekt-ID: 128928                                                | Marktstraße 12 Standort KG: Hohenems               | 1908 nach Plänen von Hanns Kornberger erbaut; der ursprüngliche Fassadenentwurf kam nicht zur Ausführung. | BDA-Hist.: Q37822050 Status: Bescheid Stand der BDA-Liste: 2025-06-30 Name: Wohnhaus GstNr.: .23 Gasthaus zur Krone (Hohenems)                                                          |
| ja   | Datei hochladen | Wohnhaus HERIS-ID: 111142 Objekt-ID: 128929                                                | Marktstraße 13 Standort KG: Hohenems               | Als erste gesicherte Besitzerin dieses Hauses ist in der Datenbank des jüdischen Museums Hohenems Zemirah Mendelsohn (geb. Löwenberg) verzeichnet, die es 1860 an Marco Brunner verkaufte. Zwischen 1857 und 1865 ist ein Daniel Mendelsohn mit seiner Familie als Bewohner nachgewiesen. Ab 1862 ist Mendelsohn somit als Mieter eines christlichen Hauseigentümers belegt. Das Gebäude wird in einem zeitgenössischen Dokument als „doppeltes Wohnhaus No. 26 + Holzschupfe und dgh. Platz in der Christengasse“ bezeichnet, bestand also aus zwei Wohnungen. Die vorliegenden Hinweise deuten darauf hin, dass die zweite Einheit durchgehend von einer nichtjüdischen Mietpartei bewohnt war. Daraus ergibt sich, dass bis 1862 eine christliche Familie in einem Haus in jüdischem Besitz gewohnt haben dürfte. | BDA-Hist.: Q37822061 Status: Bescheid Stand der BDA-Liste: 2025-06-30 Name: Wohnhaus GstNr.: .150                                                                                       |
| ja   | Datei hochladen | Wohnhaus HERIS-ID: 109779 Objekt-ID: 127414                                                | Marktstraße 14 Standort KG: Hohenems               | Das sogenannte Jäger-Haus, ein traufständiger Bau mit dreiachsiger Fassade, wurde nach dem Stadtbrand von 1777 neu errichtet. Der Keller stammt aus dem frühen 17. Jahrhundert. Der Dachvorsprung ist in der Untersicht kassettiert und zeigt einen Zahnschnittfries. | BDA-Hist.: Q37815519 Status: Bescheid Stand der BDA-Liste: 2025-06-30 Name: Wohnhaus GstNr.: 4445/6                                                                                     |
| ja   | Datei hochladen | Wohnhaus HERIS-ID: 11570 Objekt-ID: 7673                                                   | Marktstraße 15 Standort KG: Hohenems               | Das zweigeschoßige Wohnhaus weist eine große rundbogige Durchfahrt zum Innenhof auf. | BDA-Hist.: Q38105107 Status: Bescheid Stand der BDA-Liste: 2025-06-30 Name: Wohnhaus GstNr.: .149, 110/2                                                                                |
| ja   | Datei hochladen | Wohnhaus HERIS-ID: 111143 Objekt-ID: 128930                                                | Marktstraße 16 Standort KG: Hohenems               | | BDA-Hist.: Q37822083 Status: Bescheid Stand der BDA-Liste: 2025-06-30 Name: Wohnhaus GstNr.: .25/2                                                                                      |
| ja   | Datei hochladen | Wohnhaus HERIS-ID: 111144 Objekt-ID: 128931                                                | Marktstraße 17 Standort KG: Hohenems               | | BDA-Hist.: Q37822093 Status: Bescheid Stand der BDA-Liste: 2025-06-30 Name: Wohnhaus GstNr.: .147                                                                                       |
| ja   | Datei hochladen | Wohnhaus und Nebengebäude HERIS-ID: 111145 Objekt-ID: 128932                               | Marktstraße 18 Standort KG: Hohenems               | | BDA-Hist.: Q37822102 Status: Bescheid Stand der BDA-Liste: 2025-06-30 Name: Wohnhaus und Nebengebäude GstNr.: .25/1                                                                     |
| ja   | Datei hochladen | Wohnhaus HERIS-ID: 111146 Objekt-ID: 128933                                                | Marktstraße 19 Standort KG: Hohenems               | Das Haus Nr. 19 wurde im Lauf seiner Geschichte vielfach verändert, umgebaut und für verschiedene Verwendungszwecke angepasst. Dementsprechend weist es Details und Merkmale aus zahlreichen Epochen auf, darunter beispielsweise einen Eingangsbereich aus Sandstein. Nach 1999 wurde das Gebäude in Zusammenarbeit mit dem Bundesdenkmalamt grundlegend saniert und um einen modernen Aufbau erweitert. | BDA-Hist.: Q37822111 Status: Bescheid Stand der BDA-Liste: 2025-06-30 Name: Wohnhaus GstNr.: .146                                                                                       |
| ja   | Datei hochladen | Wohnhaus HERIS-ID: 111147 Objekt-ID: 128934                                                | Marktstraße 20 Standort KG: Hohenems               | Im Jahr 2020 wurde das Haus in der Marktstraße 20 saniert und erweitert. Dabei wurde unter anderem „ein jahrhundertealtes Stiegenhaus aufwändig von einem Restaurator renoviert“. | BDA-Hist.: Q37822120 Status: Bescheid Stand der BDA-Liste: 2025-06-30 Name: Wohnhaus GstNr.: .28                                                                                        |
| ja   | Datei hochladen | Wohnhaus HERIS-ID: 111148 Objekt-ID: 128935                                                | Marktstraße 21 Standort KG: Hohenems               | Laut der Geschichte der Juden in Hohenems von Aaron Tänzer bildete die Marktstraße 21 zusammen mit Marktstraße 19 und Mondscheingasse 1 eine einzelne Hausparzelle. Zwischen den Häusern 21 und 19 bestehen auch bauliche Verzahnungen der Nasszellen im Inneren. | BDA-Hist.: Q37822130 Status: Bescheid Stand der BDA-Liste: 2025-06-30 Name: Wohnhaus GstNr.: .140                                                                                       |
| ja   | Datei hochladen | Wohnhaus HERIS-ID: 111149 Objekt-ID: 128936                                                | Marktstraße 22 Standort KG: Hohenems               | | BDA-Hist.: Q37822137 Status: Bescheid Stand der BDA-Liste: 2025-06-30 Name: Wohnhaus GstNr.: .29                                                                                        |
| ja   | Datei hochladen | Wohnhaus HERIS-ID: 111150 Objekt-ID: 128937                                                | Marktstraße 23 Standort KG: Hohenems               | | BDA-Hist.: Q37822148 Status: Bescheid Stand der BDA-Liste: 2025-06-30 Name: Wohnhaus GstNr.: .139                                                                                       |
| ja   | Datei hochladen | Wohnhaus HERIS-ID: 111151 Objekt-ID: 128938                                                | Marktstraße 24 Standort KG: Hohenems               | Das Haus Marktstraße 24 wurde beim Stadtbrand 1777 zerstört und noch Ende des 18. Jahrhunderts über seinem alten Keller wieder aufgebaut. In den Obergeschoßen hat sich die Raumaufteilung dieser Zeit erhalten. Dielendecken und Teile der Ausstattung stammen aus dem 19. Jahrhundert. In den Giebelfeldern des Dachstuhls ist noch die originale Fachwerkkonstruktion zu erkennen. Das Haus gilt als „exemplarisches Dokument der Baugeschichte in der Marktstraße“. | BDA-Hist.: Q37822158 Status: Bescheid Stand der BDA-Liste: 2025-06-30 Name: Wohnhaus GstNr.: .30                                                                                        |
| ja   | Datei hochladen | Wohnhaus HERIS-ID: 111152 Objekt-ID: 128939                                                | Marktstraße 25 Standort KG: Hohenems               | | BDA-Hist.: Q37822167 Status: Bescheid Stand der BDA-Liste: 2025-06-30 Name: Wohnhaus GstNr.: .138                                                                                       |
| ja   | Datei hochladen | Wohnhaus HERIS-ID: 111153 Objekt-ID: 128940                                                | Marktstraße 26 Standort KG: Hohenems               | In einem Dokument aus dem Jahr 1888 wird dieses Haus als „Wohnhaus No. 35 + Städele in der Christengasse“ erwähnt. | BDA-Hist.: Q37822181 Status: Bescheid Stand der BDA-Liste: 2025-06-30 Name: Wohnhaus GstNr.: .31                                                                                        |
| ja   | Datei hochladen | Wohnhaus HERIS-ID: 111154 Objekt-ID: 128941                                                | Marktstraße 27 Standort KG: Hohenems               | In dem ab 2010 revitalisierten Haus in der Marktstraße 27 sind unter anderem ein grober Natursteinboden und ein Kreuzgratgewölbe aus der Entstehungszeit im frühen 17. Jahrhundert erhalten. | BDA-Hist.: Q37822193 Status: Bescheid Stand der BDA-Liste: 2025-06-30 Name: Wohnhaus GstNr.: .134                                                                                       |
| ja   | Datei hochladen | Wohnhaus HERIS-ID: 111155 Objekt-ID: 128942                                                | Marktstraße 28, 30 Standort KG: Hohenems           | Das ehemalige Beck-Areal wurde 2014/2015 saniert und erweitert. Anstelle einer vollständigen Rekonstruierung des Altbaus entschied man sich für eine weitgehende Einbeziehung der hofseitigen Anbauten aus den 1970er-Jahren. Die gemeinsame Straßenfront der beiden Häuser präsentiert sich als sechsachsige Lochfassade mit einem mittigen Durchgang zum Hof. Zu den erhaltenen Details aus der Bauzeit zählen unter anderem die Holzbalkendecken in den Obergeschoßen. | BDA-Hist.: Q37822205 Status: Bescheid Stand der BDA-Liste: 2025-06-30 Name: Wohnhaus GstNr.: .32/1, .33                                                                                 |
| ja   | Datei hochladen | Wohnhaus HERIS-ID: 111156 Objekt-ID: 128943                                                | Marktstraße 29 Standort KG: Hohenems               | | BDA-Hist.: Q37822214 Status: Bescheid Stand der BDA-Liste: 2025-06-30 Name: Wohnhaus GstNr.: .133                                                                                       |
| ja   | Datei hochladen | Wohnhaus HERIS-ID: 111157 Objekt-ID: 128944                                                | Marktstraße 31 Standort KG: Hohenems               | Die Fassade des Wohnhauses ist mit floralen Jugendstilsgraffiti verziert. | BDA-Hist.: Q37822222 Status: Bescheid Stand der BDA-Liste: 2025-06-30 Name: Wohnhaus GstNr.: .132                                                                                       |
| ja   | Datei hochladen | Wohnhaus HERIS-ID: 111158 Objekt-ID: 128945                                                | Marktstraße 32 Standort KG: Hohenems               | | BDA-Hist.: Q37822231 Status: Bescheid Stand der BDA-Liste: 2025-06-30 Name: Wohnhaus GstNr.: .34                                                                                        |
| ja   | Datei hochladen | Wohnhaus HERIS-ID: 111159 Objekt-ID: 128946                                                | Marktstraße 33 Standort KG: Hohenems               | | BDA-Hist.: Q37822241 Status: Bescheid Stand der BDA-Liste: 2025-06-30 Name: Wohnhaus GstNr.: .131                                                                                       |
| ja   | Datei hochladen | Wohnhaus HERIS-ID: 111160 Objekt-ID: 128947                                                | Marktstraße 34 Standort KG: Hohenems               | | BDA-Hist.: Q37822251 Status: Bescheid Stand der BDA-Liste: 2025-06-30 Name: Wohnhaus GstNr.: 4445/29                                                                                    |
| ja   | Datei hochladen | Wohnhaus HERIS-ID: 111161 Objekt-ID: 128948                                                | Marktstraße 38 Standort KG: Hohenems               | Das Haus Nr. 38 wurde vor 1610 erbaut und 1891 mit dem Haus Nr. 40 zu einem Doppelhaus vereinigt. | BDA-Hist.: Q37822261 Status: Bescheid Stand der BDA-Liste: 2025-06-30 Name: Wohnhaus GstNr.: .37, 14/6                                                                                  |
| ja   | Datei hochladen | Wohnhaus HERIS-ID: 111162 Objekt-ID: 128949                                                | Marktstraße 40 Standort KG: Hohenems               | Wann das Haus Nr. 40 errichtet wurde, ist unbekannt. 1891 wurde es mit dem Haus Nr. 38 zu einem Doppelhaus vereinigt. | BDA-Hist.: Q37822271 Status: Bescheid Stand der BDA-Liste: 2025-06-30 Name: Wohnhaus GstNr.: .38                                                                                        |
| ja   | Datei hochladen | Gartenmauer bei Marktstraße 40 HERIS-ID: 111163 Objekt-ID: 128950                          | bei Marktstraße 40 Standort KG: Hohenems           | | BDA-Hist.: Q37822278 Status: Bescheid Stand der BDA-Liste: 2025-06-30 Name: Gartenmauer bei Marktstraße 40 GstNr.: 12                                                                   |
| ja   | Datei hochladen | Wohnhaus HERIS-ID: 111164 Objekt-ID: 128951                                                | Marktstraße 42 Standort KG: Hohenems               | Der erste in der Datenbank des jüdischen Museums verzeichnete Besitzer dieses Hauses ist der Fleischhacker Arnold Brunner, der sich 1832 in einem Konkursverfahren befand. Das Haus wurde daraufhin seiner Gattin Helene zugesprochen. In einem Dokument aus dem Jahr 1833 wird es als „Wohnhaus + Stadel + Stall No. 67 (alte No.) in der Christengasse“ erwähnt. | BDA-Hist.: Q37822281 Status: Bescheid Stand der BDA-Liste: 2025-06-30 Name: Wohnhaus GstNr.: .39                                                                                        |
| ja   | Datei hochladen | Wohnhaus HERIS-ID: 111165 Objekt-ID: 128952                                                | Marktstraße 44 Standort KG: Hohenems               | Das Wohnhaus in der Marktstraße 44 verfügt über eine Durchfahrt zum Garten. | BDA-Hist.: Q37822286 Status: Bescheid Stand der BDA-Liste: 2025-06-30 Name: Wohnhaus GstNr.: .40                                                                                        |
| ja   | Datei hochladen | Wohnhaus HERIS-ID: 111166 Objekt-ID: 128953                                                | Marktstraße 46 Standort KG: Hohenems               | Der erste in der Datenbank des jüdischen Museums erwähnte Besitzer diese Hauses ist Johann Baptist Stump, der es 1833 an die Tänzerin Babette Reichenbach (geb. Lindauer) verkaufte. In einem Dokument aus dem Jahr 1833 wird es als „halbes Haus No. 21 + Stadel und Platz, Bes.No. 326 in der Christengasse“ erwähnt. Die Quellen belegen, dass Christen und Juden an dieser Adresse zwischen 1833 und 1867 unter einem Dach wohnten. | BDA-Hist.: Q37822293 Status: Bescheid Stand der BDA-Liste: 2025-06-30 Name: Wohnhaus GstNr.: .41                                                                                        |
| ja   | Datei hochladen | Wohnhaus HERIS-ID: 111167 Objekt-ID: 128954                                                | Marktstraße 48 Standort KG: Hohenems               | | BDA-Hist.: Q37822302 Status: Bescheid Stand der BDA-Liste: 2025-06-30 Name: Wohnhaus GstNr.: .44                                                                                        |
| ja   | Datei hochladen | Wohnhaus HERIS-ID: 111168 Objekt-ID: 128955                                                | Marktstraße 50 Standort KG: Hohenems               | Der Fassadenstuck des dreigeschoßigen Wohnhauses ist vom Jugendstil beeinflusst. Das Korbbogenportal rechts bietet eine Durchfahrt in den Innenhof. | BDA-Hist.: Q37822312 Status: Bescheid Stand der BDA-Liste: 2025-06-30 Name: Wohnhaus GstNr.: .45                                                                                        |
| ja   | Datei hochladen | Wohnhaus HERIS-ID: 111169 Objekt-ID: 128956                                                | Marktstraße 52, 54 Standort KG: Hohenems           | Am Haus in der Marktstraße 52 wurde 2024 eine „denkmalschutzgerechte Sanierung und Nachverdichtung“ in Angriff genommen, die unter anderem die Wiederherstellung der ursprünglichen Ornamentik der Straßenfassade beinhaltet. | BDA-Hist.: Q37822324 Status: Bescheid Stand der BDA-Liste: 2025-06-30 Name: Wohnhaus GstNr.: .46, .47                                                                                   |
| ja   | Datei hochladen | Gasthof Hirschen HERIS-ID: 111170 Objekt-ID: 128957                                        | Marktstraße 56 Standort KG: Hohenems               | Der direkt an das Haus Nr. 54 angebaute Gasthof Hirschen ist ein aus dem 17. Jahrhundert stammendes Gebäude mit einem markanten Kreuzgiebel an der Westseite und einem Gewölbekeller. Die vier Fensterachsen an der westlichen Straßenfront sind symmetrisch aufgeteilt. | BDA-Hist.: Q102121354 Status: Bescheid Stand der BDA-Liste: 2025-06-30 Name: Gasthof Hirschen GstNr.: 16, .48 Landgasthof Hirschen (Hohenems)                                           |
| ja   | Datei hochladen | Villa Ivan Rosenthal HERIS-ID: 10219 Objekt-ID: 6272                                       | Radetzkystraße 1 Standort KG: Hohenems             | 1890 erbaut, Haupttrakt mit Walm- und Kreuzgiebeldach, kubusförmig mit klassizisierender Eingangspartie, Seitentrakte, Wirtschaftstrakt mit Fachwerk | BDA-Hist.: Q38060876 Status: Bescheid Stand der BDA-Liste: 2025-06-30 Name: Villa Ivan Rosenthal GstNr.: .92 Radetzkystraße 1 (Hohenems)                                                |
| ja   | Datei hochladen | Burg Neu-Ems/Glopper HERIS-ID: 9858 Objekt-ID: 5907                                        | Reutestraße 19 Standort KG: Hohenems               | Die Burg Neu-Ems wurde 1343 von Ritter Ulrich I. von Ems errichtet und nach ihrer Zerstörung im Appenzellerkrieg (1407) wieder aufgebaut. Sie verfügt über eine kleinräumige Kernburg, ein bergfriedartiges Bollwerk, einen angebauten Palas und eine tiefer gelegen Vorburg. | BDA-Hist.: Q835417 Status: Bescheid Stand der BDA-Liste: 2025-06-30 Name: Burg Neu-Ems/Glopper GstNr.: .607 Schloss Glopper                                                             |
| ja   | Datei hochladen | Volksschule Emsreute HERIS-ID: 11571 Objekt-ID: 7674                                       | Reutestraße 21 Standort KG: Hohenems               | Die Volksschule Emsreute wurde 1950 eröffnet, 1985/1986 vergrößert und 1991 um einen Kindergarten erweitert. | BDA-Hist.: Q38105160 Status: Bescheid Stand der BDA-Liste: 2025-06-30 Name: Volksschule Emsreute GstNr.: .1214                                                                          |
| ja   | Datei hochladen | Kapelle Hl. Dreifaltigkeit HERIS-ID: 10210 Objekt-ID: 6263                                 | Römerstraße 1 Standort KG: Hohenems                | Die zweigeschoßige Dreifaltigkeitskapelle im Ortsteil Schwefel wurde 1595 von Kaspar von Hohenems errichtet. Sie ist am Giebel etwa zehn Meter hoch, hat einen annähernd rechteckigen Grundriss, einen 3⁄8-Chor, ein Satteldach mit Biberschwanzziegeln und einen schlichten viereckigen Glockendachreiter. | BDA-Hist.: Q23541628 Status: § 2a Stand der BDA-Liste: 2025-06-30 Name: Kapelle Hl. Dreifaltigkeit GstNr.: .484 Schwefelkapelle (Hohenems)                                              |
| ja   | Datei hochladen | Jüdischer Friedhof HERIS-ID: 7524 Objekt-ID: 3459                                          | Römerstraße 15 Standort KG: Hohenems               | Der jüdische Friedhof von Hohenems wurde 1617 gegründet und später mehrfach erweitert. Die Zeit des Nationalsozialismus überstand er weitgehend unbeschädigt. Auf dem von einer Natursteinmauer umgebenen Areal sind von den einst etwa 500 Gräbern 370 Grabsteine erhalten. | BDA-Hist.: Q1716693 Status: Bescheid Stand der BDA-Liste: 2025-06-30 Name: Jüdischer Friedhof GstNr.: 858 Jüdischer Friedhof Hohenems                                                   |
| ja   | Datei hochladen | Altes Rathaus HERIS-ID: 11574 Objekt-ID: 7677                                              | Sägerstraße 10 Standort KG: Hohenems               | Das alte Rathaus von Hohenems, ein massiver Kopfstrickbau mit Bruchsteinkeller, wurde 1637 errichtet und war bis 1830 als solches in Verwendung. Ein in den Simsbalken eines Fenster geschnitztes Beil weist darauf hin, dass hier einst die gräfliche Blutgerichtsbarkeit ausgeübt wurde. | BDA-Hist.: Q38105247 Status: Bescheid Stand der BDA-Liste: 2025-06-30 Name: Altes Rathaus GstNr.: .297 Altes Rathaus, Hohenems                                                          |
| ja   | Datei hochladen | Ehem. Hotel Einfirst HERIS-ID: 11614 Objekt-ID: 7721                                       | Sägerstraße 18 Standort KG: Hohenems               | 1905 erbaut, Heimatstilbau mit Eckturm, Schweizerhauseinfluss und Jugendstildetails | BDA-Hist.: Q29530225 Status: Bescheid Stand der BDA-Liste: 2025-06-30 Name: Ehem. Hotel Einfirst GstNr.: .915                                                                           |
| ja   | Datei hochladen | Bildstock HERIS-ID: 11562 Objekt-ID: 7665                                                  | bei Salomon-Sulzer-Straße 19 Standort KG: Hohenems | Der Bildstock bei der ehemaligen Richtstätte Hohenems auf der Parzelle Sündergass weist keinerlei Inschriften auf. | BDA-Hist.: Q23689472 Status: Bescheid Stand der BDA-Liste: 2025-06-30 Name: Bildstock GstNr.: 8952/3 Richtstätte (Hohenems)                                                             |
| ja   | Datei hochladen | Burgruine Alt-Ems/Hohenems HERIS-ID: 10225 Objekt-ID: 6278                                 | Schloßberg Standort KG: Hohenems                   | Die auf einem felsigen Bergrücken gelegene Burg Alt-Ems wurde 1195 erstmals urkundlich erwähnt, als sie bereits einige Jahrzehnte alt war. Ende des 12. Jahrhunderts zählte sie zu den größten Burganlagen des süddeutschen Raums. Von der ursprünglichen Anlage sind nur noch die Fundamente der Ostwand erhalten. Die weiteren Reste sind durchwegs spätmittelalterlich oder wurden später verändert. | BDA-Hist.: Q432903 Status: Bescheid Stand der BDA-Liste: 2025-06-30 Name: Burgruine Alt-Ems/Hohenems GstNr.: 4756/1 Burgruine Alt-Ems                                                   |
| ja   | Datei hochladen | Figurenbildstock hl. Nepomuk HERIS-ID: 10870 Objekt-ID: 6935                               | Schlossplatz Standort KG: Hohenems                 | Der Figurenbildstock des hl. Johannes Nepomuk stammt aus der Spätbarockzeit. | BDA-Hist.: Q38084148 Status: § 2a Stand der BDA-Liste: 2025-06-30 Name: Figurenbildstock hl. Nepomuk GstNr.: 7207/1                                                                     |
| ja   | Datei hochladen | Palast Hohenems HERIS-ID: 10869 Objekt-ID: 6934                                            | Schlossplatz 8 Standort KG: Hohenems               | Der im 16. Jahrhundert im Auftrag von Markus Sittikus von Hohenems errichtete Renaissancepalast diente einst als Residenz der Grafen von Hohenems. Geplant wurde der regelmäßige, dreigeschoßige Baukörper mit Satteldächern und Rechteckhof von dem italienischen Architekten Martino Longhi. | BDA-Hist.: Q253449 Status: Bescheid Stand der BDA-Liste: 2025-06-30 Name: Palast Hohenems GstNr.: .3/1, .3/2 Palast Hohenems                                                            |
| ja   | Datei hochladen | Nibelungenbrunnen HERIS-ID: 111810 Objekt-ID: 129820seit 2012                              | gegenüber Schlossplatz 8 Standort KG: Hohenems     | Der Nibelungenbrunnen mit seinem Mosaik wurde 1955 vom Hohenemser Künstler Hannes Scherling anlässlich des 200-jährigen Jubiläums der Auffindung der Nibelungenhandschrift C entworfen. 1755 wurde diese Handschrift in der Bibliothek des Palastes durch Jakob Hermann Oberrait aufgefunden. | BDA-Hist.: Q37826853 Status: Bescheid Stand der BDA-Liste: 2025-06-30 Name: Nibelungenbrunnen GstNr.: 7207/1 Nibelungenbrunnen am Schloßplatz, Hohenems                                 |
| ja   | Datei hochladen | Mauer bei Schlossplatz 10 HERIS-ID: 111130 Objekt-ID: 128917                               | bei Schlossplatz 10 Standort KG: Hohenems          | | BDA-Hist.: Q37821943 Status: Bescheid Stand der BDA-Liste: 2025-06-30 Name: Mauer bei Schlossplatz 10 GstNr.: 124                                                                       |
| ja   | Datei hochladen | ehem. jüdische Schule HERIS-ID: 10868 Objekt-ID: 6933                                      | Schulgasse 1 Standort KG: Hohenems                 | Ehemalige jüdische Schule, 1824–1828 erbaut, zweigeschoßiger Bau, siebenachsig unter Walmdach, Nebengebäude | BDA-Hist.: Q38084131 Status: Bescheid Stand der BDA-Liste: 2025-06-30 Name: ehem. jüdische Schule GstNr.: .96 Schulgasse 1 (Hohenems)                                                   |
| ja   | Datei hochladen | Ehem. jüdisches Bad „Mikwe“ HERIS-ID: 56802seit 2025                                       | bei Schulgasse 1 Standort KG: Hohenems             | Die ehemalige Mikwe ist ein schlichter, teilunterkellerter Bau mit rund 9,6 m Länge, 4,5 m Breite und 5,2 m Höhe. Sie wurde nach der Baubewilligung im Mai 1829 in kurzer Zeit errichtet. Dabei fanden auch Teile der älteren Mikwe Verwendung, die sich unter der Synagoge befand. Im tonnengewölbten Keller befand sich das eigentliche Bad, das bis in die letzten Jahrzehnte des 19. Jahrhunderts als solches genutzt wurde. | BDA-Hist.: Q135167741 Status: Bescheid Stand der BDA-Liste: 2025-06-30 Name: Ehem. jüdisches Bad „Mikwe“ GstNr.: .96 Mikwe Hohenems                                                     |
| ja   | Datei hochladen | Villa Anton Rosenthal HERIS-ID: 10867 Objekt-ID: 6932                                      | Schweizer Straße 1 Standort KG: Hohenems           | Bezeichnet 1843 und 1887, spätklassizistischer Bau, stark erneuert, kubusförmig mit erhöhtem Mittelteil, Dreiecksgiebel und Erker in der Mittelachse | BDA-Hist.: Q38084118 Status: Bescheid Stand der BDA-Liste: 2025-06-30 Name: Villa Anton Rosenthal GstNr.: .173 Rosenthalvilla (Hohenems)                                                |
| ja   | Datei hochladen | Bürgerhaus HERIS-ID: 10866 Objekt-ID: 6931                                                 | Schweizer Straße 2 Standort KG: Hohenems           | Das Bürgerhaus mit mächtigem Giebel ist im Kern barock. | BDA-Hist.: Q38084104 Status: Bescheid Stand der BDA-Liste: 2025-06-30 Name: Bürgerhaus GstNr.: .155                                                                                     |
| ja   | Datei hochladen | ehem. Löwenberghaus HERIS-ID: 11620 Objekt-ID: 7727                                        | Schweizer Straße 3 Standort KG: Hohenems           | Das nach seinem ehemaligen Besitzer Simon Löwenberg benannte Bürgerhaus ist ein zweigeschoßiger kubischer Bau des 19. Jahrhunderts mit vier bzw. fünf Fensterachsen und Walmdach. Die zweiläufige Treppe zum Haupteingang hat ein schmiedeeisernes Geländer in neugotischen Formen. | BDA-Hist.: Q38107373 Status: Bescheid Stand der BDA-Liste: 2025-06-30 Name: ehem. Löwenberghaus GstNr.: 116/2                                                                           |
| ja   | Datei hochladen | Bürgerhaus HERIS-ID: 10865 Objekt-ID: 6930                                                 | Schweizer Straße 4 Standort KG: Hohenems           | Das Bürgerhaus mit mächtigem Giebel ist im Kern barock. | BDA-Hist.: Q38084079 Status: Bescheid Stand der BDA-Liste: 2025-06-30 Name: Bürgerhaus GstNr.: .156/1, .156/2                                                                           |
| ja   | Datei hochladen | Villa Heimann-Rosenthal, Burtscher-Villa, Jüdisches Museum HERIS-ID: 10864 Objekt-ID: 6929 | Schweizer Straße 5 Standort KG: Hohenems           | Die Villa Heimann-Rosenthal wurde 1864 in historistischem Stil erbaut, vermutlich nach Plänen von Felix Wilhelm Kubly. In ihr ist das im April 1991 eröffnete Jüdisches Museum Hohenems untergebracht, das Gebäude wurde zu diesem Zweck von Roland Gnaiger renoviert. | BDA-Hist.: Q1575385 Status: Bescheid Stand der BDA-Liste: 2025-06-30 Name: Villa Heimann-Rosenthal, Burtscher-Villa, Jüdisches Museum GstNr.: .170 Jüdisches Museum Hohenems            |
| ja   | Datei hochladen | Bürgerhaus HERIS-ID: 10863 Objekt-ID: 6928                                                 | Schweizer Straße 6 Standort KG: Hohenems           | Das dreigeschoßige Bürgerhaus stammt im Kern aus der Barockzeit. | BDA-Hist.: Q38084045 Status: Bescheid Stand der BDA-Liste: 2025-06-30 Name: Bürgerhaus GstNr.: .157                                                                                     |
| ja   | Datei hochladen | Wohn- und Geschäftshaus HERIS-ID: 10862 Objekt-ID: 6927                                    | Schweizer Straße 7 Standort KG: Hohenems           | Das dreigeschoßige Wohn- und Geschäftshaus in der Schweizer Straße 7 stammt in Kern aus dem 18. Jahrhundert und erhielt sein äußeres Erscheinungsbild im 19. Jahrhundert. Es hat ein Satteldach mit kassettierter Untersicht, zwei bzw. drei Fensterachsen, holzgerahmte Fenster mit Fensterläden und hofseitig einen vorspringenden Altan, der bis zum ersten Obergeschoß reicht. | BDA-Hist.: Q38084025 Status: Bescheid Stand der BDA-Liste: 2025-06-30 Name: Wohn- und Geschäftshaus GstNr.: .169                                                                        |
| ja   | Datei hochladen | Bürgerhaus HERIS-ID: 10861 Objekt-ID: 6926                                                 | Schweizer Straße 8 Standort KG: Hohenems           | Das auch Hirschfeldhaus genannte stattliche Bürgerhaus mit mächtigem Giebel ist im Kern barock. | BDA-Hist.: Q38083999 Status: Bescheid Stand der BDA-Liste: 2025-06-30 Name: Bürgerhaus GstNr.: .158 Hirschfeldhaus                                                                      |
| ja   | Datei hochladen | Brettauerhaus HERIS-ID: 10860 Objekt-ID: 6925                                              | Schweizer Straße 9 Standort KG: Hohenems           | Das sogenannte Brettauerhaus stammt im Kern aus dem 18. Jahrhundert, die Fassade aus dem 19. Jahrhundert. Es hat drei Geschoße, ein Kreuzgiebeldach mit Dachhäuschen, vorne drei Fensterachsen und seitlich zwei. Die steingerahmten Fenster der Obergeschoße sind durch Architrave verdacht. An der zur Schweizer Straße blickenden Seite ist über dem Erdgeschoß ein mehrfach profiliertes Kordongesims zu sehen. Der erhöhte Haupteingang, erreichbar über eine zweiläufige Treppe, ist ein Rechteckportal mit profilierter Steinrahmung und hervorgehobenem Scheitelstein. Die Tür hat einen Mittelpfosten in Form eines Pilasters. Seitlich springen die Obergeschoße im Vergleich zum Erdgeschoß leicht vor. An der Hofseite befindet sich ein bis zum ersten Obergeschoß reichender Altan.                    | BDA-Hist.: Q38083959 Status: Bescheid Stand der BDA-Liste: 2025-06-30 Name: Brettauerhaus GstNr.: .168, .186                                                                            |
| ja   | Datei hochladen | Wohnhaus HERIS-ID: 111171 Objekt-ID: 128958                                                | Schweizer Straße 10 Standort KG: Hohenems          | Das zweigeschoßige Wohn- und Geschäftshaus mit Mansarddach stammt in seiner heutigen Form aus dem frühen 20. Jahrhundert. Die zweiachsige giebelseitige Front blickt zur Schweizerstraße. Sie hat holzgerahmte Fenster, versprosste Oberlichten und deutlich vorspringende Sohlbänke. Der Dachvorsprung ist in der Untersicht kassettiert. Im Erdgeschoß befindet sich ein in jüngerer Zeit gestalteter Geschäftsbereich. Die fünfachsige Seitenfassade verfügt über einen Zwerchgiebel. | BDA-Hist.: Q37822344 Status: Bescheid Stand der BDA-Liste: 2025-06-30 Name: Wohnhaus GstNr.: .122, .123                                                                                 |
| ja   | Datei hochladen | Wohnhaus HERIS-ID: 111172 Objekt-ID: 128959                                                | Schweizer Straße 11 Standort KG: Hohenems          | Dreigeschoßiger Bau mit Satteldach | BDA-Hist.: Q37822355 Status: Bescheid Stand der BDA-Liste: 2025-06-30 Name: Wohnhaus GstNr.: .174                                                                                       |
| ja   | Datei hochladen | Wohnhaus HERIS-ID: 111173 Objekt-ID: 128960                                                | Schweizer Straße 13 Standort KG: Hohenems          | Das dreigeschoßige Wohnhaus in der Schweizer Straße 13 wurde im 19. Jahrhundert errichtet. An der Traufseite hat es fünf Fensterachsen, davon ist die rechte mit einem Zwerchgiebel ausgestattet und in der Mitte befindet sich rechteckige Tür mit Holzrahmen. Die Fenster haben im Erdgeschoß Steinrahmen und in den Obergeschoßen profilierte Holzrahmen. An der dreiachsigen Giebelfront befindet sich ein Rechteckportal mit Steinrahmung. Die Tür verfügt über kassettierte Füllungen und als Mittelpfosten dient eine gedrechselte Holzsäule. | BDA-Hist.: Q37822365 Status: Bescheid Stand der BDA-Liste: 2025-06-30 Name: Wohnhaus GstNr.: .176                                                                                       |
| ja   | Datei hochladen | Bürgerhaus, Ehem. Kaffeehaus Kitzinger HERIS-ID: 10859 Objekt-ID: 6924                     | Schweizer Straße 15 Standort KG: Hohenems          | Das Bürgerhaus weist sandsteingerahmte Portale sowie Stuck aus der Zeit um 1900 auf. | BDA-Hist.: Q38083880 Status: Bescheid Stand der BDA-Liste: 2025-06-30 Name: Bürgerhaus, Ehem. Kaffeehaus Kitzinger GstNr.: .177                                                         |
| ja   | Datei hochladen | Ehem. Brettauer-Haus HERIS-ID: 11621 Objekt-ID: 7728                                       | Schweizer Straße 17 Standort KG: Hohenems          | Ein Korbbogenportal mit neogotischem Lunettengitter führt in das dreigeschoßige Bürgerhaus mit Satteldach zum Platz. | BDA-Hist.: Q38107408 Status: Bescheid Stand der BDA-Liste: 2025-06-30 Name: Ehem. Brettauer-Haus GstNr.: .159 Brettauer-Haus, Hohenems                                                  |
| ja   | Datei hochladen | Ehem. Synagoge HERIS-ID: 10858 Objekt-ID: 6923                                             | Schweizer Straße 21 Standort KG: Hohenems          | Die ehemalige Synagoge wird heute, nachdem sie lange Zeit als Feuerwehrhaus in Verwendung stand, als Salomon-Sulzer-Saal für Veranstaltungen genutzt. | BDA-Hist.: Q38083825 Status: Bescheid Stand der BDA-Liste: 2025-06-30 Name: Ehem. Synagoge GstNr.: .120, .118 Salomon-Sulzer-Saal (Hohenems)                                            |
| ja   | Datei hochladen | Wohnhaus HERIS-ID: 111174 Objekt-ID: 128961                                                | Schweizer Straße 25 Standort KG: Hohenems          | Das Gasthaus „Zur Frohen Aussicht“, der Vorgänger des heutigen Gebädues, wurde vermutlich im 18. Jahrhundert (laut BDA mit Kern aus dem 17. Jahrhundert) vom ersten jüdischen Bäckermeister in Hohenems, Josef Landauer, errichtet, brannte jedoch 1895 ab. Es wurde nach dem Brand mit Stilelementen eines Schweizerhauses wieder aufgebaut und bis kurz nach der Machtergreifung der Nationalsozialisten von der jüdischen Familie Landauer als Gasthof betrieben. In einem 1930 errichteten Anbau befand sich eine Strickerei. 2010 wurde das Haus umgebaut und renoviert. | BDA-Hist.: Q37822380 Status: Bescheid Stand der BDA-Liste: 2025-06-30 Name: Wohnhaus GstNr.: .115                                                                                       |
| ja   | Datei hochladen | Wohnhaus HERIS-ID: 11622 Objekt-ID: 7729                                                   | Schweizer Straße 29 Standort KG: Hohenems          | | BDA-Hist.: Q38107460 Status: Bescheid Stand der BDA-Liste: 2025-06-30 Name: Wohnhaus GstNr.: .107                                                                                       |
| ja   | Datei hochladen | Wohnhaus HERIS-ID: 11623 Objekt-ID: 7730                                                   | Schweizer Straße 31 Standort KG: Hohenems          | In dem Wohnhaus mit steilem Giebel wurde im Jahr 1804 der jüdische Sakralmusiker Salomon Sulzer geboren. | BDA-Hist.: Q38107514 Status: Bescheid Stand der BDA-Liste: 2025-06-30 Name: Wohnhaus GstNr.: .106                                                                                       |
| ja   | Datei hochladen | Bürgerhaus, Elkan-Haus HERIS-ID: 10857 Objekt-ID: 6922                                     | Schweizer Straße 35 Standort KG: Hohenems          | Das dreigeschoßige villenartige Bürgerhaus mit Mansardwalmdach wurde Ende des 18. Jahrhunderts errichtet. | BDA-Hist.: Q38083774 Status: Bescheid Stand der BDA-Liste: 2025-06-30 Name: Bürgerhaus, Elkan-Haus GstNr.: .102/1 Elkan-Haus (Hohenems)                                                 |
| ja   | Datei hochladen | Wohnhaus HERIS-ID: 11624 Objekt-ID: 7731seit 2015                                          | Schweizer Straße 37 Standort KG: Hohenems          | Das landhausartige Gebäude wurde um 1900 errichtet. Es ist geschindelt und weist zum Teil Laubsägedetails auf. | BDA-Hist.: Q38107553 Status: Bescheid Stand der BDA-Liste: 2025-06-30 Name: Wohnhaus GstNr.: .811                                                                                       |
| ja   | Datei hochladen | Friedhofsanlage HERIS-ID: 10226 Objekt-ID: 6279                                            | St.-Anton-Straße Standort KG: Hohenems             | Der Friedhof wurde 1607 außerhalb des damaligen Ortsgebietes zur Bestattung der Pestopfer angelegt und 1844 auf seine heutige Größe erweitert. Er beherbergt etwa 800 Gräber und wird an drei Seiten (Nordwest, Nordost und Südost) von insgesamt 64 Arkaden begrenzt, die 1893 und 1908 errichtet wurden. Die südwestliche Abgrenzung ist eine schlichte Steinmauer. | BDA-Hist.: Q64512872 Status: § 2a Stand der BDA-Liste: 2025-06-30 Name: Friedhofsanlage GstNr.: 440/1 Kapelle hl. Sebastian und hl. Antonius - Cemetery                                 |
| ja   | Datei hochladen | Kapelle hl. Sebastian und hl. Antonius HERIS-ID: 10830 Objekt-ID: 6895                     | St.-Anton-Straße Standort KG: Hohenems             | Die Friedhofskapelle wurde in den Jahren 1643 bis 1645 als Ersatz für die beim Anlegen des Friedhofs 1607 geschaffene Kapelle errichtet. Sie verfügt über einen 18 Meter hohen Turm. Das durch ein Satteldach gedeckte Langhaus ist 11 Meter hoch. | BDA-Hist.: Q20822222 Status: § 2a Stand der BDA-Liste: 2025-06-30 Name: Kapelle hl. Sebastian und hl. Antonius GstNr.: .344 Kapelle hl. Sebastian und hl. Antonius                      |
| ja   | Datei hochladen | Kapelle hl. Karl Borromäus HERIS-ID: 10853 Objekt-ID: 6918                                 | St.-Karl-Straße Standort KG: Hohenems              | Die Karl-Borromäus-Kapelle, 1617 von Kaspar von Hohenems gestiftet und 1770 durch Baumeister Peter Bein umgestaltet, ist ein frei stehender Bau mit annähernd rechteckigem Grundriss, eingezogenem 3⁄8-Chor und sechseckigem Glockendachreiter mit Giebelhelm. Südöstlich ist eine Sakristei angebaut. Der Innenraum wird von einer 1888 eingerichteten Lourdesgrotte dominiert. | BDA-Hist.: Q33855251 Status: § 2a Stand der BDA-Liste: 2025-06-30 Name: Kapelle hl. Karl Borromäus GstNr.: .189 Kapelle Hl Karl Borromäus (Hohenems)                                    |
| ja   | Datei hochladen | Kapelle hl. Rochus HERIS-ID: 23908 Objekt-ID: 20278                                        | St.-Rochus-Weg 31 Standort KG: Hohenems            | Der ursprüngliche Kapellenbau wurde von Kaspar von Hohenems 1607 errichtet. 1816/1817 wurde die Kapelle durch einen Neubau ersetzt. Rechteckbau unter leicht geknicktem Satteldach, Glockenturm mit achteckigem Spitzhelm. | BDA-Hist.: Q34092666 Status: § 2a Stand der BDA-Liste: 2025-06-30 Name: Kapelle hl. Rochus GstNr.: .610 Rochuskapelle (Hohenems)                                                        |
| ja   | Datei hochladen | Kapelle hl. Josef HERIS-ID: 10678 Objekt-ID: 6739                                          | Unterklienstraße 6 Standort KG: Hohenems           | Die Kapelle hl. Josef ist ein einfacher Steinbau mit etwa sieben Metern Giebelhöhe, annähernd rechteckigem Grundriss, 3⁄8-Chor, Glockendachreiter und nordöstlich angebauter Sakristei. Sie wurde 1898/1899 von dem Steinbruchaufseher Josef Stadelwieser für die Arbeiter des Steinbruchs Unterklien gestiftet und erbaut. | BDA-Hist.: Q21013030 Status: § 2a Stand der BDA-Liste: 2025-06-30 Name: Kapelle hl. Josef GstNr.: .827 Hl. Josef Unterklien (Hohenems)                                                  |
| ja   | Datei hochladen | Mauer bei der Pfarrkirche HERIS-ID: 111131 Objekt-ID: 128918                               | Marktstraße 2, bei Standort KG: Hohenems           | | BDA-Hist.: Q37821950 Status: Bescheid Stand der BDA-Liste: 2025-06-30 Name: Mauer bei der Pfarrkirche GstNr.: 1, 4, .18                                                                 |
| ja   | Datei hochladen | Mauer bei der Kapelle hl. Karl HERIS-ID: 111132 Objekt-ID: 128919                          | Bahnhofstraße 4, bei Standort KG: Hohenems         | | BDA-Hist.: Q37821960 Status: Bescheid Stand der BDA-Liste: 2025-06-30 Name: Mauer bei der Kapelle hl. Karl GstNr.: 139/2, 139/1, 138                                                    |
| ja   | Datei hochladen | Mauer des Pfarrgartens HERIS-ID: 111133 Objekt-ID: 128920                                  | Marktstraße 1, bei Standort KG: Hohenems           | | BDA-Hist.: Q37821976 Status: Bescheid Stand der BDA-Liste: 2025-06-30 Name: Mauer des Pfarrgartens GstNr.: 121                                                                          |